# Новий Майзас
Новий Майзас (рос. Новый Майзас) — присілок у Киштовському районі Новосибірської області Російської Федерації.
Входить до складу муніципального утворення Новомайзаська сільрада. Населення становить 346 осіб (2010).

## Історія
Згідно із законом від 2 червня 2004 року органом місцевого самоврядування є Новомайзаська сільрада.

## Населення
| 2002 | 2007 | 2010 |
| ---- | ---- | ---- |
| 438  | ↘404 | ↘346 |